# Gelbleib-Flechtenbärchen

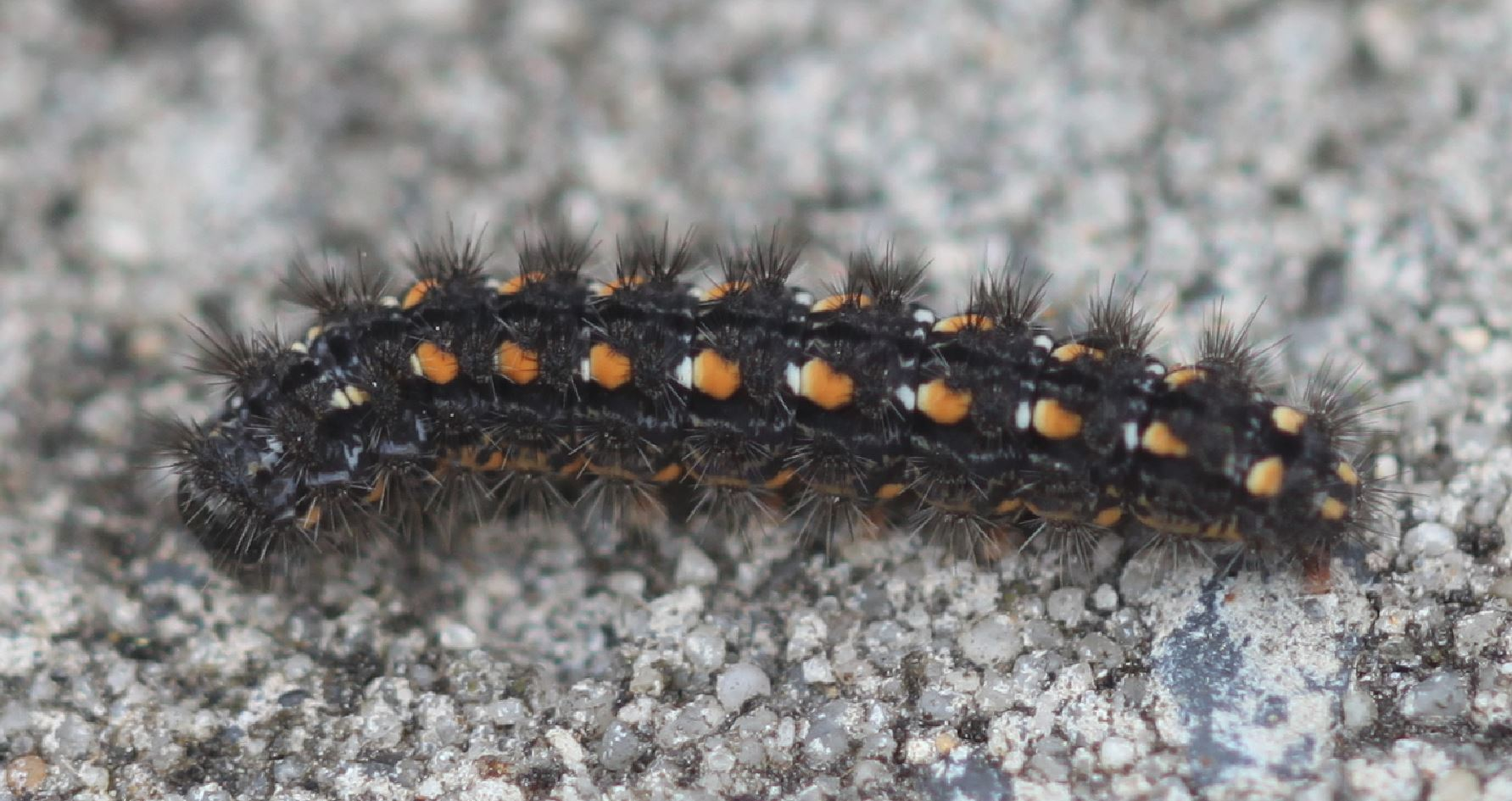
Raupe

Das Gelbleib-Flechtenbärchen (Eilema complana) ist ein Schmetterling (Nachtfalter) aus der Unterfamilie der Bärenspinner (Arctiinae). Weitere mehr oder weniger bekannte deutsche Namen sind Gelbleibiger Gelbsaumflechtenbär, Gewöhnlicher Flechtenbär, Buschheiden-Flechtenbärchen und Pappelflechtenspinner.

## Merkmale
Die Falter erreichen eine Flügelspannweite von 28 bis 35 Millimeter. Die Vorderflügel sind silbergrau mit gelbem Vorder- und Außenrand, die Hinterflügel gelblich. Im Unterschied zum Grauleib-Flechtenbärchen (Eilema lurideola) läuft der gelbe Vorderrandsstreifen in gleichbleibender Breite in die Flügelspitze aus, ferner besitzt die Art einen durchgehend gelben Hinterleib und gelbe Beine. Die Flügel werden in der Ruhestellung um den Körper gerollt getragen, was den Faltern eine gewisse Ähnlichkeit mit Aststückchen oder abgebrochenen Halmabschnitten verleiht. Diese Ruhehaltung, der sogenannte „Rollflügel-Typ“, stellt ein wichtiges Bestimmungsmerkmal gegenüber den Eilema-Arten mit flach über den Rücken gelegten Flügeln dar („Flachflügel-Typ“), zu denen auch Eilema lurideola gehört.
Die Raupen sind braunschwarz bis schwarz und tragen auf dem Rücken zwei orangefarbene Fleckenreihen, die von weißen Punkten begleitet sind. Sie sind braun beborstet.

## Taxonomie
In der Literatur werden folgende Synonyme verwendet:
- Zobida complana Birket-Smith, 1965

## Ähnliche Arten
- Nadelwald-Flechtenbärchen (Eilema depressa)
- Grauleib-Flechtenbärchen (Eilema lurideola)
- Ähnliches Flechtenbärchen (Eilema pseudocomplana)
- Weißgraues Flechtenbärchen (Eilema caniola)
- Ockergelbes Flechtenbärchen (Eilema palliatella)

## Vorkommen
Die Art ist im gesamten Europa vertreten, fehlt jedoch im hohen Norden und im Norden von Großbritannien. Sie tritt sowohl in der Ebene als auch in Mittelgebirgshöhen in Erscheinung, wobei Waldlichtungen, die Heide und andere warme Gebiete mit vielen Büschen bevorzugt werden. Das Gelbleib-Flechtenbärchen zählt zu den häufigsten Vertretern der Gattung Eilema.

## Flug- und Raupenzeiten
Das Gelbleib-Flechtenbärchen fliegt in einer Generation von Juni bis Anfang September. Die Raupen werden meist im Mai unmittelbar nach der Überwinterung gefunden, wenn sie nahezu erwachsen sind. Die Puppenruhe dauert etwa drei bis vier Wochen.

## Lebensweise
Die Falter sind nachtaktiv und ruhen am Tag auf Gräsern oder Büschen. Sie saugen an Blüten, z. B. von Linden, Disteln und Skabiosen.
Die Raupen leben auf mit Flechten bewachsenen Eichen, Buchen, deren abgefallenen Laub und Heidekräuter. Sie kommen aber auch auf Obstbäumen und Pappeln vor. Es werden auch flechten- und moosbewachsene Trockenmauern in Weinbergen, Muschelkalkfelsen, Granit- und Gneisbrocken an Straßenböschungen oder in Form von Straßenbegrenzungssteinen besiedelt. Die Raupen fressen an Stein-, Baum- und Stockflechten.